# 全国高等学校野球選手権大会 (山形県勢)
全国高等学校野球選手権大会における山形県勢の成績について記す。

## 大会結果
| 大会（開催年）        | 代表校                         | 試合結果 | 試合結果                        | 成績     |
| --------------------- | ------------------------------ | -------- | ------------------------------- | -------- |
| 第22回大会（1936年）  | 山形中（東北・初出場）         | 2回戦    | ● 1 - 8 千葉中                  | 初戦敗退 |
| 第23回大会（1937年）  | 山形中（東北・2年連続2回目）   | 2回戦    | ● 4 - 6 長野商                  | 初戦敗退 |
| 第24回大会（1938年）  | 山形中（東北・3年連続3回目）   | 2回戦    | ● 0 - 10 甲陽中                 | 初戦敗退 |
| 第25回大会（1939年）  | 山形中（東北・4年連続4回目）   | 2回戦    | ● 2 - 9 高松商                  | 初戦敗退 |
| 第28回大会（1946年）  | 山形中（東北・7年ぶり5回目）   | 2回戦    | ● 5 - 13 函館中                 | 初戦敗退 |
| 第34回大会（1952年）  | 山形南（東北・初出場）         | 1回戦    | ● 1 - 12 芦屋                   | 初戦敗退 |
| 第37回大会（1955年）  | 新庄北（東北・初出場）         | 1回戦    | ● 0 - 1 伊那北（延長11回）      | 初戦敗退 |
| 第39回大会（1957年）  | 山形南（東北・5年ぶり2回目）   | 1回戦    | ● 0 - 4 坂出商                  | 初戦敗退 |
| 第40回大会（1958年）  | 山形南（2年連続3回目）         | 2回戦    | ● 0 - 9 平安                    | 初戦敗退 |
| 第41回大会（1959年）  | 新庄北（西奥羽・4年ぶり2回目） | 1回戦    | ● 0 - 3 高知商                  | 初戦敗退 |
| 第44回大会（1962年）  | 山形商（西奥羽・初出場）       | 1回戦    | ● 5 - 8 倉敷工                  | 初戦敗退 |
| 第45回大会（1963年）  | 日大山形（初出場）             | 2回戦    | ● 3 - 4 首里                    | 初戦敗退 |
| 第50回大会（1968年）  | 日大山形（5年ぶり2回目）       | 2回戦    | ● 0 - 1 岩国商                  | 初戦敗退 |
| 第55回大会（1973年）  | 日大山形（5年ぶり3回目）       | 1回戦    | ○ 2 - 1 鹿児島実                | 2回戦    |
| 第55回大会（1973年）  | 日大山形（5年ぶり3回目）       | 2回戦    | ● 1 - 4 高鍋                    | 2回戦    |
| 第56回大会（1974年）  | 山形南（東北・16年ぶり4回目）  | 2回戦    | ● 2 - 5 東洋大姫路              | 初戦敗退 |
| 第58回大会（1976年）  | 日大山形（3年ぶり4回目）       | 2回戦    | ● 0 - 4 桜美林                  | 初戦敗退 |
| 第59回大会（1977年）  | 酒田工（初出場）               | 1回戦    | ○ 5 - 2 都城                    | 2回戦    |
| 第59回大会（1977年）  | 酒田工（初出場）               | 2回戦    | ● 0 - 7 大鉄                    | 2回戦    |
| 第60回大会（1978年）  | 鶴商学園（初出場）             | 2回戦    | ● 0 - 3 日田林工                | 初戦敗退 |
| 第61回大会（1979年）  | 日大山形（3年ぶり5回目）       | 1回戦    | ○ 5 - 4 新居浜商                | 3回戦    |
| 第61回大会（1979年）  | 日大山形（3年ぶり5回目）       | 2回戦    | ○ 4 - 2 明石南                  | 3回戦    |
| 第61回大会（1979年）  | 日大山形（3年ぶり5回目）       | 3回戦    | ● 2 - 3 大分商                  | 3回戦    |
| 第62回大会（1980年）  | 山形南（6年ぶり5回目）         | 1回戦    | ● 1 - 2 敦賀                    | 初戦敗退 |
| 第63回大会（1981年）  | 鶴商学園（3年ぶり2回目）       | 1回戦    | ● 3 - 4 近江                    | 初戦敗退 |
| 第64回大会（1982年）  | 東海大山形（初出場）           | 1回戦    | ● 1 - 6 佐世保工                | 初戦敗退 |
| 第65回大会（1983年）  | 日大山形（4年ぶり6回目）       | 1回戦    | ● 0 - 3 川之江                  | 初戦敗退 |
| 第66回大会（1984年）  | 日大山形（2年連続7回目）       | 2回戦    | ● 1 - 7 岡山南                  | 初戦敗退 |
| 第67回大会（1985年）  | 東海大山形（3年ぶり2回目）     | 2回戦    | ● 7 - 29 PL学園                 | 初戦敗退 |
| 第68回大会（1986年）  | 東海大山形（2年連続3回目）     | 2回戦    | ● 0 - 1 京都商                  | 初戦敗退 |
| 第69回大会（1987年）  | 東海大山形（3年連続4回目）     | 1回戦    | ○ 2 - 1 徳山                    | 3回戦    |
| 第69回大会（1987年）  | 東海大山形（3年連続4回目）     | 2回戦    | ○ 9 - 7 県岐阜商                | 3回戦    |
| 第69回大会（1987年）  | 東海大山形（3年連続4回目）     | 3回戦    | ● 2 - 3 北嵯峨                  | 3回戦    |
| 第70回大会（1988年）  | 日大山形（4年ぶり8回目）       | 1回戦    | ● 0 - 8 宇部商                  | 初戦敗退 |
| 第71回大会（1989年）  | 東海大山形（2年ぶり5回目）     | 1回戦    | ● 0 - 3 宇和島東                | 初戦敗退 |
| 第72回大会（1990年）  | 日大山形（2年ぶり9回目）       | 1回戦    | ● 0 - 9 鹿児島実                | 初戦敗退 |
| 第73回大会（1991年）  | 米沢工（初出場）               | 1回戦    | ● 1 - 6 柳川                    | 初戦敗退 |
| 第74回大会（1992年）  | 日大山形（2年ぶり10回目）      | 1回戦    | ○ 4 - 1 柳ヶ浦                  | 3回戦    |
| 第74回大会（1992年）  | 日大山形（2年ぶり10回目）      | 2回戦    | ○ 12 - 2 延岡工                 | 3回戦    |
| 第74回大会（1992年）  | 日大山形（2年ぶり10回目）      | 3回戦    | ● 1 - 5 北陸                    | 3回戦    |
| 第75回大会（1993年）  | 日大山形（2年連続11回目）      | 2回戦    | ○ 6 - 3 大分工                  | 3回戦    |
| 第75回大会（1993年）  | 日大山形（2年連続11回目）      | 3回戦    | ● 2 - 3x 春日部共栄（延長10回） | 3回戦    |
| 第76回大会（1994年）  | 鶴岡工（初出場）               | 2回戦    | ● 4 - 5 八頭                    | 初戦敗退 |
| 第77回大会（1995年）  | 東海大山形（6年ぶり6回目）     | 2回戦    | ○ 4 - 1 沖縄水産                | 3回戦    |
| 第77回大会（1995年）  | 東海大山形（6年ぶり6回目）     | 3回戦    | ● 6 - 8 帝京                    | 3回戦    |
| 第78回大会（1996年）  | 日大山形（3年ぶり12回目）      | 1回戦    | ● 0 - 2 新野                    | 初戦敗退 |
| 第79回大会（1997年）  | 酒田南（初出場）               | 2回戦    | ● 3 - 12 智弁学園               | 初戦敗退 |
| 第80回大会（1998年）  | 日大山形（2年ぶり13回目）      | 1回戦    | ● 1 - 10 星稜                   | 初戦敗退 |
| 第81回大会（1999年）  | 酒田南（2年ぶり2回目）         | 1回戦    | ● 4 - 8 沖縄尚学                | 初戦敗退 |
| 第82回大会（2000年）  | 酒田南（2年連続3回目）         | 1回戦    | ○ 5 - 3 益田東                  | 2回戦    |
| 第82回大会（2000年）  | 酒田南（2年連続3回目）         | 2回戦    | ● 1 - 3 長崎日大                | 2回戦    |
| 第83回大会（2001年）  | 酒田南（3年連続4回目）         | 2回戦    | ● 2 - 4 平安                    | 初戦敗退 |
| 第84回大会（2002年）  | 酒田南（4年連続5回目）         | 1回戦    | ● 0 - 5 明徳義塾                | 初戦敗退 |
| 第85回大会（2003年）  | 羽黒（初出場）                 | 1回戦    | ● 0 - 6 岩国                    | 初戦敗退 |
| 第86回大会（2004年）  | 酒田南（2年ぶり6回目）         | 2回戦    | ○ 11 - 6 中部商                 | 3回戦    |
| 第86回大会（2004年）  | 酒田南（2年ぶり6回目）         | 3回戦    | ● 0 - 2 修徳                    | 3回戦    |
| 第87回大会（2005年）  | 酒田南（2年連続7回目）         | 1回戦    | ○ 10 - 2 姫路工                 | 3回戦    |
| 第87回大会（2005年）  | 酒田南（2年連続7回目）         | 2回戦    | ○ 4 - 2 沖縄尚学                | 3回戦    |
| 第87回大会（2005年）  | 酒田南（2年連続7回目）         | 3回戦    | ● 2 - 11 宇部商                 | 3回戦    |
| 第88回大会（2006年）  | 日大山形（8年ぶり14回目）      | 1回戦    | ○ 6 - 2 開星                    | ベスト8  |
| 第88回大会（2006年）  | 日大山形（8年ぶり14回目）      | 2回戦    | ○ 6 - 3 仙台育英                | ベスト8  |
| 第88回大会（2006年）  | 日大山形（8年ぶり14回目）      | 3回戦    | ○ 11x - 10 今治西（延長13回）   | ベスト8  |
| 第88回大会（2006年）  | 日大山形（8年ぶり14回目）      | 準々決勝 | ● 2 - 5 早稲田実                | ベスト8  |
| 第89回大会（2007年）  | 日大山形（2年連続15回目）      | 2回戦    | ● 4 - 12 常葉菊川               | 初戦敗退 |
| 第90回大会（2008年）  | 酒田南（3年ぶり8回目）         | 1回戦    | ● 1 - 6 福井商                  | 初戦敗退 |
| 第91回大会（2009年）  | 酒田南（2年連続9回目）         | 1回戦    | ● 3 - 7 関西学院                | 初戦敗退 |
| 第92回大会（2010年）  | 山形中央（初出場）             | 2回戦    | ● 0 - 7 九州学院                | 初戦敗退 |
| 第93回大会（2011年）  | 鶴岡東（30年ぶり3回目）        | 2回戦    | ● 1 - 2 智弁学園                | 初戦敗退 |
| 第94回大会（2012年）  | 酒田南（3年ぶり10回目）        | 2回戦    | ● 2 - 3 明徳義塾                | 初戦敗退 |
| 第95回大会（2013年）  | 日大山形（6年ぶり16回目）      | 2回戦    | ○ 7 - 1 日大三                  | ベスト4  |
| 第95回大会（2013年）  | 日大山形（6年ぶり16回目）      | 3回戦    | ○ 5 - 2 作新学院                | ベスト4  |
| 第95回大会（2013年）  | 日大山形（6年ぶり16回目）      | 準々決勝 | ○ 4 - 3 明徳義塾                | ベスト4  |
| 第95回大会（2013年）  | 日大山形（6年ぶり16回目）      | 準決勝   | ● 1 - 4 前橋育英                | ベスト4  |
| 第96回大会（2014年）  | 山形中央（4年ぶり2回目）       | 1回戦    | ○ 9 - 8 小松                    | 3回戦    |
| 第96回大会（2014年）  | 山形中央（4年ぶり2回目）       | 2回戦    | ○ 2 - 0 東海大四（延長10回）    | 3回戦    |
| 第96回大会（2014年）  | 山形中央（4年ぶり2回目）       | 3回戦    | ● 3 - 8 健大高崎                | 3回戦    |
| 第97回大会（2015年）  | 鶴岡東（4年ぶり4回目）         | 2回戦    | ○ 9 - 6 鳥取城北                | 3回戦    |
| 第97回大会（2015年）  | 鶴岡東（4年ぶり4回目）         | 3回戦    | ● 0 - 1 花咲徳栄                | 3回戦    |
| 第98回大会（2016年）  | 鶴岡東（2年連続5回目）         | 1回戦    | ● 3 - 5 いなべ総合              | 初戦敗退 |
| 第99回大会（2017年）  | 日大山形（4年ぶり17回目）      | 1回戦    | ● 3 - 6 明徳義塾（延長12回）    | 初戦敗退 |
| 第100回大会（2018年） | 羽黒（15年ぶり2回目）          | 1回戦    | ● 1 - 4 奈良大付                | 初戦敗退 |
| 第101回大会（2019年） | 鶴岡東（3年ぶり6回目）         | 1回戦    | ○ 6 - 4 高松商                  | 3回戦    |
| 第101回大会（2019年） | 鶴岡東（3年ぶり6回目）         | 2回戦    | ○ 9 - 5 習志野                  | 3回戦    |
| 第101回大会（2019年） | 鶴岡東（3年ぶり6回目）         | 3回戦    | ● 6 - 7x 関東第一（延長11回）   | 3回戦    |
| 第102回大会（2020年） | （中止）                       | （中止） | （中止）                        | （中止） |
| 第103回大会（2021年） | 日大山形（4年ぶり18回目）      | 1回戦    | ○ 4 - 1 米子東                  | 3回戦    |
| 第103回大会（2021年） | 日大山形（4年ぶり18回目）      | 2回戦    | ○ 4 - 3 浦和学院                | 3回戦    |
| 第103回大会（2021年） | 日大山形（4年ぶり18回目）      | 3回戦    | ● 4 - 5x 石見智翠館             | 3回戦    |
| 第104回大会（2022年） | 鶴岡東（3年ぶり7回目）         | 1回戦    | ○ 12 - 7 盈進                   | 2回戦    |
| 第104回大会（2022年） | 鶴岡東（3年ぶり7回目）         | 2回戦    | ● 3 - 8 近江                    | 2回戦    |
| 第105回大会（2023年） | 日大山形（2年ぶり19回目）      | 1回戦    | ● 2 - 9 おかやま山陽            | 初戦敗退 |
| 第106回大会（2024年） | 鶴岡東（2年ぶり8回目）         | 1回戦    | ○ 2 - 1聖光学院                 | 2回戦    |
| 第106回大会（2024年） | 鶴岡東（2年ぶり8回目）         | 2回戦    | ● 0 - 1x 早稲田実(延長10回TB）  | 2回戦    |
| 第107回大会（2025年） | 日大山形（2年ぶり20回目）      | 1回戦    | ● 3 - 6 県岐阜商                | 初戦敗退 |

## 通算成績
| 出場 | 試合 | 勝利 | 敗戦 | 引分 | 勝率 | 優勝 | 準優勝 | ベスト4 | ベスト8 |
| ---- | ---- | ---- | ---- | ---- | ---- | ---- | ------ | ------- | ------- |
| 64   | 93   | 29   | 64   | 0    | .312 | 0    | 0      | 1       | 1       |

## 学校別成績
| 校名       | 出場 | 直近出場 | 勝敗     | 最高成績 | 前身校   |
| ---------- | ---- | -------- | -------- | -------- | -------- |
| 日大山形   | 20回 | 2025年   | 14勝20敗 | ベスト4  |          |
| 酒田南     | 10回 | 2012年   | 4勝10敗  | 3回戦    |          |
| 鶴岡東     | 8回  | 2024年   | 5勝8敗   | 3回戦    | 鶴商学園 |
| 東海大山形 | 6回  | 1995年   | 3勝6敗   | 3回戦    |          |
| 山形東     | 5回  | 1946年   | 0勝5敗   | 初戦敗退 | 山形中   |
| 山形南     | 5回  | 1980年   | 0勝5敗   | 初戦敗退 |          |
| 山形中央   | 2回  | 2014年   | 2勝2敗   | 3回戦    |          |
| 新庄北     | 2回  | 1959年   | 0勝2敗   | 初戦敗退 |          |
| 羽黒       | 2回  | 2018年   | 0勝2敗   | 初戦敗退 |          |
| 酒田工     | 1回  | 1977年   | 1勝1敗   | 2回戦    |          |
| 山形商     | 1回  | 1962年   | 0勝1敗   | 初戦敗退 |          |
| 米沢工     | 1回  | 1991年   | 0勝1敗   | 初戦敗退 |          |
| 鶴岡工     | 1回  | 1994年   | 0勝1敗   | 初戦敗退 |          |